# 저 눈밭에 사슴이
"저 눈밭에 사슴이"는 1969년 공개된 대한민국의 영화이다.

## 배역
- 신영균
- 최은희
- 윤정희
- 지연주
- 한성
- 김성희
- 이충범
- 김경란